# Destinee & Paris
Destinee & Paris Monroe são uma dupla de irmãs estadunidense nascidas em Atlantic City, New Jersey. Ambas são ex-integrantes da banda Clique Girlz, que acabou em maio de 2009 devido a saída de Ariel Moore e logo depois, Sara Diamond.
As irmãs cantam juntas desde 2007, na banda Clique Girlz, e desde então vem mostrando um vocal ótimo para duas adolescentes. Lançaram um álbum pela banda, o CD Incredible, lançado apenas no Japão.

## Integrantes
- Destinee Monroe

Destinee Rae Monroe nasceu no dia 16 de junho de 1994. Canta e toca violão em algumas músicas. Tem um ótimo vocal, bem notável nas várias apresentações do Hino Nacional dos Estados Unidos que a dupla já apresentou e no live de Heal The World/We Are The World no Thanksgiving Parade 2009.
- Paris Monroe

Paris Quinn Monroe nasceu no dia 9 de janeiro de 1996, sendo a irmã mais nova. Apresenta um vocal impressionante para uma adolescente da sua idade, mesmo demonstrando que sua voz ainda tem muito o que amadurecer.

## Carreira: 2009 - presente
Respondendo aos fãs, as irmãs anunciaram que estavam trabalhando no novo álbum, com o produtor RedOne e que o projeto sairia 'em breve'. Single, faixas e mais informações também foram para a lista do 'breve'. 
Em outubro de 2009, o novo site foi aberto, DestineeAndParis.com e com ele, quatro previews de novas músicas, sendo elas Go Your Own Way, It's Over, Sweet Sarah e Heart Of Mine. Além das músicas, um vídeo dos bastidores do photoshoot do álbum e uma entrevista das duas falando sobre o novo CD foi colocado, e uma nova foto mostrando a mudança no visual para a nova fase.
O primeiro single Pretend até então não citado nem ouvindo por nenhuma fonte, foi divulgado no dia 23 de abril de 2010, numa versão acústica cantada por Destinee e Paris na CherryTree Radio. A música teve uma aceitação unânime dos fãs que esperam ansiosamente pelo clipe e a versão studio, sem data de lançamento. O nome do álbum e sua data de lançamento também não foram divulgados. Acredita-se que o álbum seja primeiramente lançado apenas nos Estados Unidos, já que as cantoras não eram lançadas mundialmente, além do Japão.
Nos dias 5 e 6 de Junho, a dupla gravou o videoclipe para 'Pretend' em Burbank, dirigido por Nigel Dick (...Baby One More Time de Britney Spears, Stickwitu, das Pussycat Dolls). Apresentaram o set e figurino em um Livechat no Ustream no mesmo dia.